# Maddaloni
Maddaloni és un municipi italià, situat a la regió de Campània i a la província de Caserta. L'any 2005 tenia 39.157 habitants.